# Provincetown
Provincetown è un comune facente parte della contea di Barnstable nello stato del Massachusetts.